# Li Xinhuan
Pour les articles homonymes, voir Li.
Li Xinhuan née le 5 janvier 1999, est une joueuse chinoise de hockey sur gazon.

## Carrière
Elle a fait ses débuts en octobre 2017 à Kakamigahara pour concourir à la Coupe d'Asie 2021.

## Palmarès
- : 2e à la Coupe d'Asie 2017.
- : 3e au Champions Trophy d'Asie 2021.